# Apodanthes flacourtiae
Apodanthes flacourtiae är en tvåhjärtbladig växtart som beskrevs av Karst. Apodanthes flacourtiae ingår i släktet Apodanthes och familjen Apodanthaceae. Inga underarter finns listade i Catalogue of Life.